# Mike Lodish
Michael Timothy Lodish (Detroit, 11 agosto 1967) è un ex giocatore di football americano statunitense che ha militato nel ruolo di defensive tackle nella National Football League.

## Carriera professionistica
Lodish fu scelto dai Buffalo Bills nel corso del decimo giro (265º assoluto) del Draft NFL 1990, giocandovi fino al 1994, dopo di che passò ai Denver Broncos fino al suo ritiro dopo la stagione 2000. È l'unico giocatore della storia, assieme a Tom Brady, ad essere sceso in campo in sei differenti Super Bowl: ne perse quattro consecutivi coi Bills (XXV, XXVI, XXVII e XXVIII) dopo di che ne vinse due consecutivi coi Broncos (XXXII e XXXIII).

## Palmarès

### Franchigia
- Super Bowl : 2

Denver Broncos: Super Bowl XXXII, Super Bowl XXXIII
- American Football Conference Championship: 6

Buffalo Bills: 1990, 1991, 1992, 1993
Denver Broncos: 1997, 1998

## Statistiche
| Partite totali | 166 |
| Sack           | 8,5 |